# Bosa (Italia)
Bosa (en sardo Bosa o, con aféresis, 'Osa) es una ciudad y municipio italiano de 7445 habitantes, situado en la costa noroeste de la isla de Cerdeña, en la provincia de Oristán. Es el centro más poblado de la comarca de Planargia, que es parte de la región histórica de Logudoro, y es la capital de la Unione di comuni della Planargia e del Montiferru Occidentale.
Desde 1986, junto a Alguer, es sede de la Diócesis de Alguer-Bosa, después de la fusión de la sede episcopal bosana (fundada en el siglo V) con la de Alguer (fundada en 1503).
La ciudad conserva el uso de la lengua logudorés, una variante del idioma sardo, que se habla en el centro y en el norte de Cerdeña y está reconocido por leyes regionales y estatales como una de las doce "minorías lingüísticas históricas" de Italia.
Durante el dominio aragonés, obtuvo el rango de ciutat real de lo que actualmente queda, con la abolición de los privilegios feudales, el título honorífico italiano de ciudad.

## Etimología
Un epígrafe fenicio que data del siglo IX a. C. – y ahora perdido – documentaría por primera vez la existencia de un nombre colectivo étnico ‘’Bs'n’’, referido a la población de este lugar. Varios estudiosos, sin embargo, creen que esta inscripción sea una falsificación o niegan que en ella pueda leerse el término "bosano" (así, por ejemplo, Giovanni Garbini). En todo caso, el gentilicio latino bosanus está atestiguado con certeza en una inscripción de la época imperial romana y el nombre de Bosa aparece de esta forma en Ptolomeo (siglo II), en el Itinerario de Antonino (siglo III), en la Cosmografía del Anónimo de Rávena (siglo VII) y durante la Edad Media. Al contrario, no tiene ningún fundamento la leyenda del siglo XVII según la cual Bosa se habría llamado en principio Calmedia, en honor a su mitológica fundadora, la hija homónima del dios Sardus Pater.
En cuanto a la etimología del topónimo Bosa, el lingüista Massimo Pittau afirmó su origen preindoeuropeo. El nombre “bosa” indicaría un recipiente en forma de cuenco, imagen que recordaría la morfología del terreno sobre el que se asienta la ciudad, encerrada en un valle rodeada de cerros. Eduardo Blasco Ferrer, por su parte, cree que el topónimo derive del paleo-sardo “osa”, con b epentética, término que significaría "boca” (desembocadura de un río).

## Geografía
Situada sobre una pequeña colina, Bosa es un ejemplo bastante único para Cerdeña de una ciudad edificada junto al estuario de un río, el Temo, que es navegable con embarcaciones de poco calado durante 5-6 kilómetros. Está desarrollada en una parte marítima (Bosa Marina), frecuentada en la época veraniega con un puerto que incluye la isla Rossa, ante la desembocadura del río.

## Evolución demográfica
| Gráfica de evolución demográfica de Bosa entre 1861 y 2001 |
|                                                            |
| Fuente ISTAT - elaboración gráfica de Wikipedia            |

## Lugares de interés
- El Duomo o la catedral, dedicada a la Inmaculada, es de orígenes medievales pero fue reformada completamente en el siglo XIX en estilo barroco y neoclásico.

## Enlaces externos

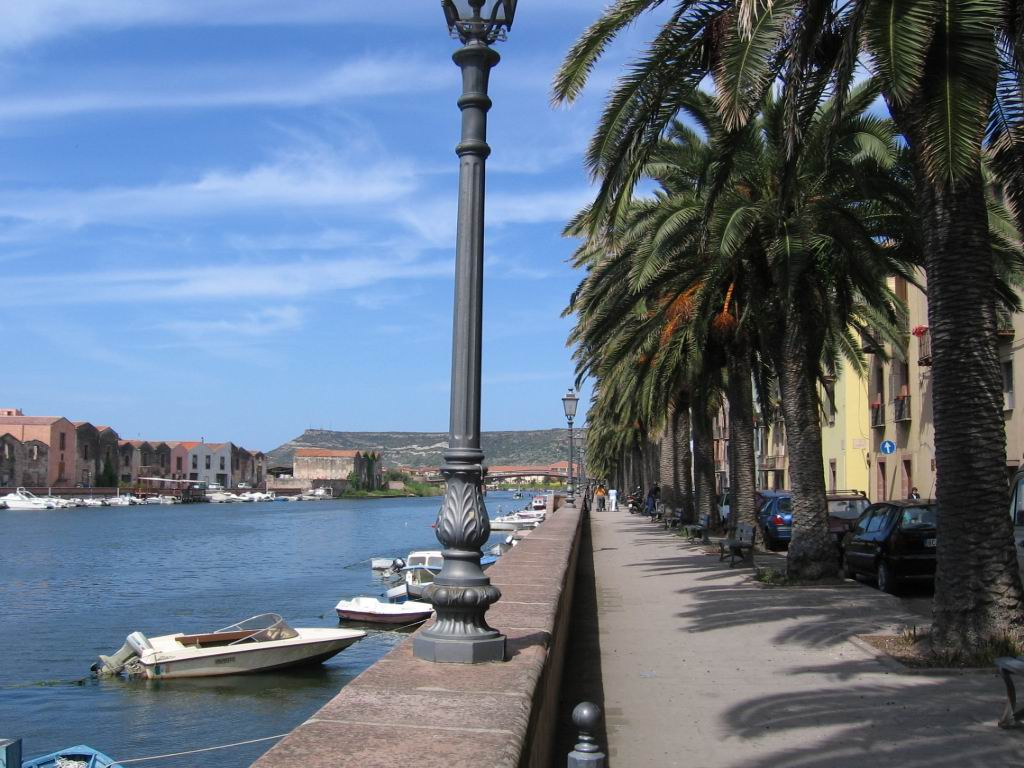
Calle de Bosa.

## Ciudades hermanadas
- 2013:  Bullas